# Mariano Sales
Mariano Sales (Borriana, 1759 - Vila-real, 15 de març de 1826) fou un sacerdot i organista.
Primerament, fou organista de la parròquia de Sant Miquel de València. El 19 d'agost de 1784 va prendre possessió d'organista de l'Església Arxiprestal de Sant Jaume de Vila-real. Dos anys després de prendre possessió d'aquest benefici, va ser ordenat sacerdot i va romandre en aquesta església fins a la seua mort.

## Obres
- Misses: Misa a 4v i orgue; Misa de requiem (conservades a E:SEG); Misa a duo de sexto tono T,B (conservada a E:VAcp)
- Rosaris: Rosari a 4v i orgue i Rosari a 4v i orquestra
- Altres obres religioses: Dolores y Gozos a San José a 2v, organo; Miserere a 4v; Tantum ergo a 4v
- Obres per a orgue: Misa de segundillo; Sacris solemnis i Sonates